# ファミリーピンボール
『ファミリーピンボール』は、1989年3月23日にアートマンが開発し、ナムコから発売されたテーブルゲームソフト。「ナムコット ファミリーコンピュータゲームシリーズ」第54弾。
北米では『Rock 'n Ball』のタイトルで発売された。

## ゲーム内容

### システム
4つのゲームモードと7種類のピンボール台で遊ぶことができるピンボール。9ボールを除き、6人のナムコキャラクターが登場し、それぞれ特徴のあるプレイができ、フリッパーで打ち返す他にBボタンと十字ボタンの右で台を左右に揺らしてボールを動かすと言う事もできる。

### モード
- パックマン

従来のピンボール。上の部分で得点を稼ぎ、下で上に打ち返すかアウトホールに落とさないように粘りハイスコアを目指す。一定の条件を満たせばホールに障害物が登場しアウトホールをある程度防いでくれる。
- 9ボール

金額をかけて、9つの玉を打つ。ビンゴの要領で役が揃えば、掛け金×役の金額が返ってくる。これを5ゲーム繰り返し、終了時の金額が初めに選んだ目標金額の範囲であれば、このゲームの裏技コマンドを教えてくれる。フリッパーで打つ他に台揺らしも重要になる。
- バトルフリッパー

上下にフリッパーがある三種類の対戦台で6人のキャラクターからプレイヤーと対戦相手を選び対戦。ゲーム形式は3点先取の1ゲーム、3セットで2セット、5セットで3セット、7セットで4セット先取から選べる事ができる。キャラクターのフリッパーはそれぞれ上下に移動して、それぞれ陣地で攻守の役割を持つ。1Pプレイのみ対戦終了後にナムコスポーツでCOMのコメントと負けた場合のみ名前のところに×印が付く（スポーツも同様）。
- THUNDER - フリッパーを上下に動かし、ボールを相手の穴に入れるだけのシンプルな競技
- BOMBER - 玉が時限爆弾になっており、相手の穴に入れるほかに一定時間後に陣地で爆発すると相手の得点になる。
- ATTACK - 右にスイッチがあり、上下がそろうとフリッパーが消えるなどの特殊効果が起きる。

- スポーツ

サッカーとアイスホッケーを選べ、フリッパーの他にキーパーを動かし、フリッパーがそれぞれ1つだけでA、Bボタンで時計回りか反時計回りに回転し、間違えて回すと自分のゴールへ打ってしまうこともある。ゲーム形式はバトルフリッパーと同様。
- サッカー - キッカーが四方の角にありコーナーキックの役割になっており、上下のゴール（ホール）に打ち込む。
- ホッケー - ゴールが中にあり画面上下端にあるばねに玉が当たると勢い良く反発する。

## 登場キャラクター
それぞれ、フリッパーのリーチ、反発力、球の動き、フリッパーの動きのスピード、その他と分かれている。
- カイ（バビロニアン・キャッスル・サーガシリーズ）

全体的に低バランスだが、強く弾いた時の玉が速い、台揺らしの効果が高い等運に左右されやすい。勝っても負けてもギルに報告する。
- ワルキューレ（ワルキューレの冒険 時の鍵伝説他）

全体的に高いバランスだが、玉が変則的な動きをする。負けると旅に出る。
- モモ（ワンダーモモ）

リーチ、反発力共に弱いが、玉のスピードや移動スピードは一番速い。
- 景清（源平討魔伝）

リーチ、反発力は全キャラクターで一番高いが、動きが全体的に遅い。
- たろすけ（妖怪道中記）

フリッパーのリーチが一番短いが、それ以外は全て平均以上。
- パックマン

平均的な能力。常に謙虚で、勝っても「相手の調子が悪かったんだよ」と相手を擁護する。

## 他機種版
| No. | タイトル               | 発売日        | 対応機種        | 開発元          | 発売元   | メディア                            | 型式 | 備考 |
| --- | ---------------------- | ------------- | --------------- | --------------- | -------- | ----------------------------------- | ---- | ---- |
| 1   | ナムコットコレクション | 2020年8月20日 | Nintendo Switch | B.B.スタジオ M2 | バンナム | Switch専用ゲームカード ダウンロード |      |      |

## 評価
ゲーム誌『ファミコン通信』の「クロスレビュー」では合計24点（満40点）、『ファミリーコンピュータMagazine』の読者投票による「ゲーム通信簿」での評価は以下の通りとなっており、20.27点（満30点）となっている。また、同雑誌1991年5月10日号特別付録の「ファミコンロムカセット オールカタログ」では、「フリッパーの特性などは、ナムコの可愛いキャラから選べるのだ。ただどの面も同じような気がするのも確か」と紹介されている。
| 項目 | キャラクタ | 音楽 | 操作性 | 熱中度 | お買得度 | オリジナリティ | 総合  |
| 得点 | 3.32       | 3.27 | 3.48   | 3.45   | 3.39     | 3.36           | 20.27 |